# Mina de Paracatu
A Mina de Paracatu é localizada na cidade de Paracatu, no estado de Minas Gerais, controlada pela Kinross Gold, que atua na área desde o ano de 2005. Desde a atuação da empresa no referido município, inúmeras denúncias foram realizadas acerca dos altos índices de câncer na região, "fruto de uma suposta contaminação em massa provocada pelo arsênio — substância liberada no processo de retirada do ouro".
Em 2019, o complexo minerário atingiu a produção recorde anual de 619,563 mil onças (17,6 toneladas) de ouro, um aumento de 18,78% em relação à 2018. A mineradora ressaltou no relatório de divulgação de resultados que a produção em Paracatu teve um excelente ano em 2019, enquanto os custos foram reduzidos no mesmo período. A extração da Kinross no ativo de Minas Gerais respondeu por 43,96% de todo o metal produzido pela mineradora nas suas atividades nas Américas em 2019. Em 2018, o percentual era de 34,57%.

## Impacto ambiental
Em pronunciamento exibido no quadro Proteste Já, do programa televisivo CQC, o diretor do Hospital do Câncer de Barretos afirmou que apenas no ano de 2014 o hospital atendeu mais de mil pacientes vindos da cidade de Paracatu, cuja população é de apenas noventa mil habitantes e está localizada a mais de 500 km de distância da cidade de Barretos; na mesma reportagem seguranças da empresa tentaram atropelar o cinegrafista da emissora.
Márcio José dos Santos, geólogo e mestre em planejamento e gestão ambiental, explica que diferentemente do que ocorria na época dos garimpos, a chegada das mineradoras trouxe um processo de extração chamado cianetação, que consiste na destruição da rocha através de explosivos e agentes químicos, que liberam arsênio em diferentes estados de valência. Para se retirar 1g de ouro, por exemplo, seriam liberados até 7 kg de arsênio nessas condições, e o mais letal deles seria o trióxido de arsênio, um dos componentes liberados quando se ataca a arsenopirita.